# Karl Siegle
Karl Friedrich Siegle (* 25. September 1881 in Ditzingen; †  27. November 1947 in Berlin) war ein deutscher Politiker (SPD), Gewerkschafter sowie Widerstandskämpfer gegen das NS-Regime.

## Leben
Siegle war ein Sohn des Ditzinger Schreinermeisters Wilhelm Heinrich Siegle und seiner Frau Katharina, geb. Kocher. Karl Siegle erlernte nach dem Besuch der Volksschule den Beruf des Tischlers. Er fand Anstellungen in Stuttgart, Frankfurt am Main, Mainz und Köln sowie in der Schweiz. 1900 trat er dem Deutschen Holzarbeiterverband (DHV) bei, ein Jahr später der SPD. Zwischen 1901 und 1903 leistete er seinen Militärdienst in Ludwigshafen am Rhein ab. 1907 ging Siegle nach Berlin.
Nach dem Ersten Weltkrieg, an dem er als Soldat teilgenommen hatte, wurde er hauptberuflich für den Allgemeinen Deutschen Gewerkschaftsbund (ADGB) in Berlin tätig. Siegle war vom 1. Mai 1919 bis zum 30. September 1920 Bevollmächtigter der Verwaltung Berlin des DHV. Zudem war er Mitglied der Zentralstreikleitung während des Kapp-Putsches. Am 1. November 1920 wurde er Sekretär des ADGB-Ortsausschusses Berlin, zuständig für soziale Belange, insbesondere das Krankenkassenwesen, die Arbeitsämter und das Wohnungswesen. Am 15. Juli 1923 wurde Siegle zum stellvertretenden Vorsitzenden des ADGB-Ortsausschusses Berlin gewählt. Er war darüber hinaus auch Mitglied des geschäftsführenden Ausschusses des Landesarbeitsamtes Berlin-Brandenburg.
1925 wurde er in die Bezirksverordnetenversammlung Friedrichshain gewählt. In dieser Zeit war er Aufsichtsrats-Vorsitzender der Gemeinnützigen Heimstätten AG (Gehag), der größten Wohnungsbaugesellschaft der Freien Gewerkschaften in der Weimarer Republik, und Mitglied des Vorstandes der Allgemeinen Ortskrankenkasse Berlin. Zwischen 1929 und 1933 war er Stadtverordneter in Berlin. In seiner Position als Sekretär und Vorstandsmitglied des ADGB in Berlin schrieb er zahlreiche Aufsätze, die sowohl im Vorwärts als auch in der Gewerkschaftszeitung erschienen.
Nach der Zerschlagung der Gewerkschaften durch die Nationalsozialisten im Mai 1933 verlor Siegle seine gewerkschaftlichen Ämter. Nach dem SPD-Verbot im Juni und der Verordnung zur Sicherheit der Staatsführung vom Juli 1933 wurde ihm auch sein Mandat entzogen und die Tätigkeit als Stadt- und Bezirksverordneter verboten. Siegle wurde unter Gestapo-Beobachtung gestellt und  seine Wohnung wurde mehrfach durchsucht. Er wurde schließlich am 16. Dezember 1933 verhaftet und war im Berliner KZ Columbia-Haus inhaftiert. Am 6. Januar 1934 wurde er in das KZ Oranienburg, wo er bis zum 16. Januar festgehalten wurde, und anschließend in die Untersuchungshaftanstalt Berlin-Moabit gebracht. Insgesamt verbrachte Siegle neun Monate in Untersuchungshaft. Siegle wurde vorgeworfen, illegale Schriften verbreitet und zudem Kontakt zum Internationalen Gewerkschaftsbund gehalten zu haben. Am 25. August 1934 sprach ihn das Berliner Kammergericht aus Mangel an Beweise von einer Anklage wegen „Vorbereitung eines hochverräterischen Unternehmens“ frei.
Nach seiner Entlassung am 29. August 1934 setzte er seine Arbeit fort. Zusammen mit anderen Gewerkschaftern verteilte er weiterhin die vom Exil-Vorstand der SPD, der Sopade, herausgegebene Zeitschrift Sozialistische Aktion. Erst Ende 1936 fand Siegle wieder Arbeit und wurde Vertreter bei einer Privaten Krankenversicherung. Dies erleichterte die Tarnung seiner Widerstandstätigkeit, da er nun unauffällig reisen konnte. Er gehörte der Gruppe um Otto Brass und Hermann Brill an, die Ende 1936 die sogenannte Zehn-Punkte-Gruppe, später die Widerstandsgruppe Deutsche Volksfront bildete. Im Januar 1937 fuhr Siegle zusammen mit Otto Brass und Fritz Michaelis zu einer Besprechung beim Parteivorstand der Sopade nach Prag, um dort über den illegalen Widerstand in Deutschland zu berichteten und für die Zusammenarbeit mit Kommunisten einzutreten. Am 10. Oktober 1938 wurde Siegle erneut verhaftet und wegen seiner Teilnahme am Prager Treffen vor dem Volksgerichtshof angeklagt. Wiederum lautete die Anklage auf „Hochverrat“. Er wurde am 29. September 1939 zu zweieinhalb Jahren Haft, seine Mitangeklagten Hans Seidel und Fritz Michaelis zu drei beziehungsweise fünf Jahren Haft verurteilt und blieb bis zum 29. April 1941 im Polizeigefängnis Berlin-Tegel inhaftiert. Nach seiner Entlassung fand er Arbeit in einem Büro der Berliner Elektroindustrie. Im Juni 1944 nahm er einen längeren Urlaub, um seine Familie in Württemberg zu besuchen. Hierdurch entging er der „Aktion Gewitter“ im Anschluss an das gescheiterte Attentat vom 20. Juli 1944. Von Berlin aus gewarnt, versteckte sich Siegle gemeinsam mit seiner Frau in verschiedenen Dörfern in der Nähe von Stuttgart.
Nach dem Ende des Krieges gingen beide zunächst nach Ditzingen, Siegles Heimatgemeinde. Im August 1945 kehrten sie jedoch nach Berlin zurück. Siegle trat in die wiedergegründete SPD ein und wurde Vorsitzender der Entnazifizierungskommission im Bezirk Lichtenberg. 1946 kam es in dieser Kommission zu einer Korruptionsaffäre und Siegle wurde der Rechtsbeugung und passiver Bestechung verdächtigt. Obgleich er die Vorwürfe bestritt, wurde er aus der SPD ausgeschlossen. Zur selben Zeit verschlechterte sich Siegles Gesundheitszustand deutlich. Seit der Haftentlassung 1941 litt Siegle beständig an Magenschmerzen und hatte zudem Herzprobleme. Am 27. November 1947 starb er nach einer Magenoperation an Herzschwäche. Kurz vor seinem Tode war der Parteiausschluss revidiert worden.